# Agence nationale de contrôle de qualité des produits de santé et de l'eau
L'Agence nationale de contrôle de qualité des produits de santé et de l'eau (ou ANCQ) est une entité publique béninoise créée dans la perspective d'assurer le contrôle de la qualité des produits de santé et de l'eau.

## Historique
L'ANCQ est créée par le décret no 2020-257 du 29 avril 2020 par la fusion de deux laboratoires spécialisés.

## Missions et attributions
L'ANCQ a pour autre mission d'effectuer des inspections sanitaires de l'eau potable fournie par les entités responsables de la production et de la distribution de l'eau destinée à la consommation,,,,,,.